# OpenSUSE
openSUSE (phát âm /ˌoʊpənˈsuːzə/) là một hệ điều hành mã nguồn mở xây dựng dựa trên nhân Linux. là một bản phân phối Linux được tài trợ bởi SUSE Linux GmbH và các công ty khác. Ban đầu được phát triển trên nền tảng của hệ điều hành Slackware, nhưng dần dần đã được thay đổi đáng kể. Nó được sử dụng rộng rãi trên toàn thế giới. Trọng tâm của sự phát triển của nó là tạo ra các công cụ nguồn mở có thể sử dụng được cho các nhà phát triển phần mềm và quản trị viên hệ thống, đồng thời cung cấp một môi trường máy chủ thân thiện với máy tính và giàu tính năng.
Bản phát hành ban đầu của dự án cộng đồng là phiên bản beta của SUSE Linux 10.0. Bản phát hành ổn định hiện tại là openSUSE Leap 15.0. Dự án cộng đồng cung cấp một phiên bản phát hành cuộn có tên openSUSE Tumbleweed, được cập nhật liên tục với các gói ổn định, đã dược kiểm thử. Nó dựa trên cơ sở mã phát triển vòng được gọi là "Factory". Các công cụ và ứng dụng khác liên quan đến dự án openSUSE là YaST, Open Build Service, openQA, Snapper, Machinery, Portus và Kiwi Lưu trữ ngày 4 tháng 6 năm 2017 tại Wayback Machine.
Novell đã tạo openSUSE sau khi mua SuSE Linux AG với với giá 210 triệu USD vào ngày 4/11/2003. The Attachmate Group đã mua Novell và tách Novell và SUSE thành hai công ty con độc lập. Sau đó The Attachmate Group sáp nhập với Micro Focus vào tháng 11 năm 2014, SUSE trở thành bộ phận kinh doanh riêng. Ngày 4 tháng 7 năm 2018, EQT Partners purchased SUSE với giá 2,5 tỷ USD.

## Tổng quan
Cộng đồng openSUSE Project, được tài trợ bởi SUSE, phát triển và duy trì các thành phần bản phân phối SUSE Linux. openSUSE là sự kế thừa cho SUSE Linux Professional.
Ngoài các bản phân phối và công cụ, openSUSE Project cung cấp một cổng thông tin web cho sự tham gia của cộng đồng. Cộng đồng phát triển openSUSE hợp tác với các nhà tài trợ của công ty thông qua Open Build Service, openQA, viết tài liệu, thiết kế tác phẩm nghệ thuật, thúc đẩy các cuộc thảo luận trên các mailing lists mở và trong các kênh Internet Relay Chat, và cải thiện trang web openSUSE thông qua giao diện wiki. openSUSE cung cấp một hệ thống ổn định với phiên bản openSUSE Leap. Người dùng thích phần mềm tự do cập nhật hơn có thể sử dụng bản phân phối Tumbleweed. Người dùng cũng có thể sử dụng Open Build Service. Hơn nữa, tính linh hoạt của openSUSE giúp dễ dàng đổi mục đích cho các mục tiêu cụ thể như chạy máy chủ web hoặc thư.
Giống như hầu hết các bản phân phối Linux, openSUSE bao gồm cả giao diện người dùng đồ họa(GUI) mặc định và tùy chọn giao diện dòng lệnh. Người dùng openSUSE có thể chọn một số GUI cho môi trường máy tính để bàn như GNOME, KDE, Cinnamon, MATE, LXQt, Xfce. openSUSEhỗ trợ hàng ngàn gói phần mềm trong toàn bộ phạm vi phát triển phần mềm tự do nguồn mở.
Hệ điều hành này tương thích với nhiều loại phần cứng trên nhiều tập lệnh bao gồm cả máy tính đơn bảng dựa trên ARM. Các ví dụ bao gồm Raspberry Pi 3 và Pine64 dựa trên nền tảng ARMv8 còn được gọi là aarch64, Banana Pi và BeagleBoard trên tập lệnh ARMv7 và phên bản đầu tiên của Raspberry Pi trên ARMv6 ISA.

## Lịch sử

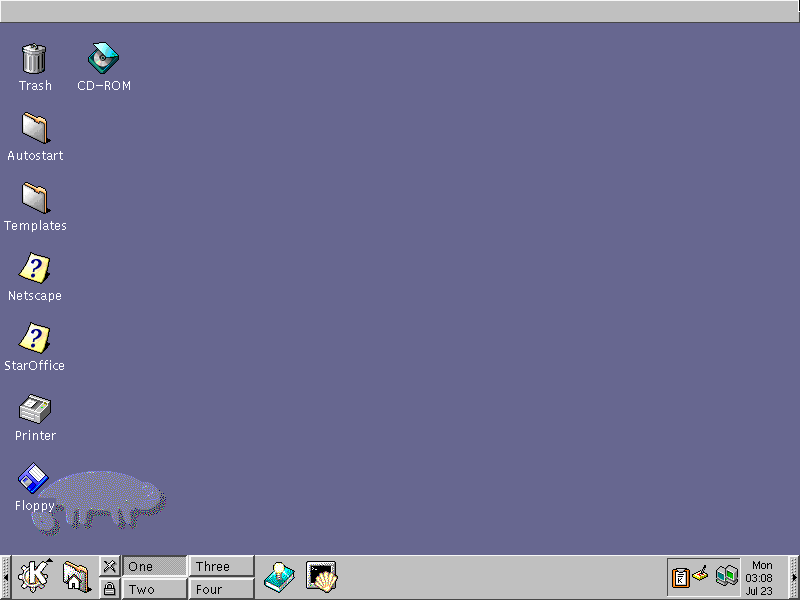
SuSE Linux 7.1, phát hành ngày 24/1/2001,với desktop KDE 1.1.2.

Trước đây, công ty SUSE Linux đã tập trung phát hành bộ hộp SUSE Linux Personal và SUSE Linux Professional bao gồm các tài liệu in rộng rãi có sẵn để bán trong các cửa hàng bán lẻ. Khả năng bán sản phẩm nguồn mở của công ty chủ yếu là do quy trình phát triển nguồn đóng được sử dụng. Mặc dù SUSE Linux luôn là sản phẩm phần mềm tự do được cấp phép với Giấy phép Công cộng GNU (GNU GPL), nhưng chỉ có thể lấy mã nguồn của bản phát hành vào 2 tháng sau khi nó chính thức bán ra. Chiến lược của SUSE Linux là tạo ra một bản phân phối Linux vượt trội về mặt kỹ thuật với số lượng lớn các kỹ sư được tuyển dụng, khiến người dùng sẵn sàng trả tiền cho việc phân phối của họ trong các cửa hàng bán lẻ.
Kể từ khi Novell mua lại vào năm 2003 và với sự ra đời của openSUSE, điều này đã bị đảo ngược: bắt đầu với phiên bản 9.2, ảnh ISO của một DVD không được hỗ trợ của SUSE Professional đã được cung cấp để tải xuống, cũng như một Live DVD tự khởi động. Máy chủ FTP tiếp tục hoạt động và có lợi thế là cài đặt "streamlined", cho phép người dùng chỉ tải xuống các gói mà người dùng cảm thấy cần. File ISO có các ưu điểm như gói cài đặt dễ dàng, khả năng hoạt động ngay cả khi card mạng của người dùng không hoạt động và cần ít kinh nghiệm hơn (ví dụ, người dùng Linux thiếu kinh nghiệm có thể không biết có nên cài đặt hay không một gói nhất định và ISO cung cấp một số bộ gói được chọn trước).

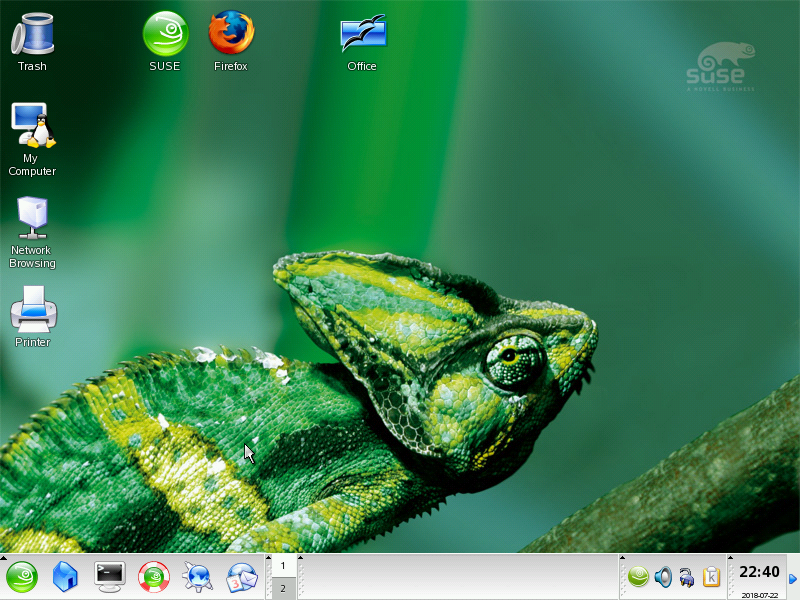
SUSE Linux 10.0, phát hành ngày 6/10/2005, là bản phát hành đầu tiên của openSUSE Project

Bản phát hành ổn định ban đầu từ openSUSE Project, SUSE Linux 10.0, đã có sẵn để tải xuống ngay trước khi phát hành bán lẻ SUSE Linux 10.0.Ngoài ra, Novell đã ngừng phiên bản Personal, đổi tên phiên bản Professional thành "SUSE Linux", và sửa lại "SUSE Linux" thành giống như phiên bản Personal cũ. Kể từ phiên bản 10.2, bản phân phối SUSE Linux đã chính thức được đổi tên thành openSUSE.
Trong những năm qua, SuSE Linux đã chuyển từ trạng thái phân phối với các ấn phẩm bị hạn chế, bị trì hoãn (2 tháng chờ đợi cho những người không mua bộ cài, không có ISO, nhưng cài đặt có sẵn qua FTP) và một mô hình phát triển khép kín thành một mô hình phân phối tự do với có sẵn ngay lập tức và miễn phí cho tất cả và phát triển mở và minh bạch.
Ngày 27/4/2011, Attachmate đã hoàn tất việc mua lại Novell. Attachmate đã chia Novell thành hai đơn vị kinh doanh riêng biệt là, Novell và SUSE. Attachmate không có thay đổi nào về mối quan hệ giữa SUSE (trước đây là Novell) và openSUSE Project. Sau khi sáp nhập của Attachmate Group với Micro Focus năm, SUSE đã tái khẳng định cam kết của họ đối với openSUSE.
EQT Partners đã thông báo ý định mua SUSE vào ngày 2/7/2018. Không có thay đổi dự kiến trong mối quan hệ giữa SUSE và openSUSE. Việc mua lại đang chờ xử lý này sẽ là lần mua thứ ba của SUSE Linux kể từ khi thành lập Dự án openSUSE.

## Các phiên bản
OpenSUSE có sẵn đầy đủ và miễn phí để tải xuống ngay lập tức và cũng được bán trong hộp bán lẻ cho công chúng. Nó có một số phiên bản cho kiến trúc x86 và x86-64 (như với phiên bản 13.1):
- openSUSE Leap: Đây là phiên bản ISO có thể tải xuống miễn phí, có sẵn từ trang tải xuống openSUSE. Nó có sẵn dưới dạng phiên bản Live-CD (KDE Plasma hoặc GNOME) có thể được cài đặt trên đĩa cứng hoặc dưới dạng DVD-5. Một đĩa CD chứa phần mềm độc quyền bổ sung và một đĩa CD bổ sung chứa các file quốc tế hóa (ngôn ngữ ít phổ biến hơn) cũng có sẵn. Phiên bản này không bao gồm bất kỳ hỗ trợ kỹ thuật, cũng như tài liệu in ấn.
- openSUSE Retail Edition hay openSUSE Box: Người dùng có thể mua phiên bản tiếng Đức của openSUSE box. Box được giao với tài liệu in. Không có phiên bản tiếng Anh chính thức của Retail box.
- openSUSE FTP: Ngoài ra còn có một ISO nhỏ để cài đặt openSUSE trực tiếp từ FTP (cài đặt mạng). Có các mirrors trên hai cây FTP khác biệt: một cho các gói tin mã nguồn mở(OSS), một cho các gói không nguồn mở hoặc có giấy phép bị hạn chế (không phải oss). FTP có thể được sử dụng để bổ sung cho các phiên bản Download và Retail.
- openSUSE Factory: Đây là phiên bản phát triển liên tục, từ đó nhóm phát triển đưa ra các ảnh chụp nhanh thường xuyên (Milestones and RC) để có được openSUSE ổn định. Đây cũng là nguồn mà các gói ổn định được cung cấp cho openSUSE Tumbleweed kể từ 4/11/2014.[16]
- openSUSE Tumbleweed: Phát triển vòng, trong đó các phiên bản ổn định mới của các gói được cung cấp ngay khi chúng được ổn định từ Factory.
- openSUSE Factory và Tumbleweed hợp nhất: Năm 2014, mô hình phát triển của Factory đã có hiệu lực trở thành một phiên bản phát hành. Do đó, với việc phát hành openSUSE 13.2, Tumbleweed và Factory hợp nhất.

## Tiếp nhận
Jesse Smith từ DistroWatch Weekly đã xem xét openSUSE 15, tán thành "công việc đã hoàn thành trong cài đặt hệ thống", đơn giản hóa cho người dùng mới, nhưng chỉ trích việc thiếu hỗ trợ phương tiện và các vấn đề về hiệu suất, như khởi động chậm hoặc tắt máy chậm.